# Muzza Sant'Angelo
Muzza Sant'Angelo, in passato denominata anche Muzza Pavese, è un centro abitato d'Italia, frazione del comune di Cornegliano Laudense. 
Muzza Sant'Angelo non esiste La denominazione esatta è " Muzza di Cornegliano Laudense "
Il modo di definire la frazione Muzza Sant'Angelo è stato in uso per molti anni ma di fatto è scorretto, credo che dovreste dare la giusta indicazione anche  se è corretto citare  come veniva definita la frazione  molti anni fa. 
buona giornata Antonio Monti

## Storia
Nel 1879 la località di Muzza Sant'Angelo divenne sede comunale del comune di Cornegliano Laudense.

## Società

### Religione
Il centro abitato è sede di una parrocchia della diocesi di Lodi, dedicata ai Santi Simone, Giuda e Callisto.

## Infrastrutture e trasporti

### Strade
Il centro abitato è posto lungo la strada provinciale ex SS 235 di Orzinuovi, che collega Lodi a Pavia; da esso hanno origine tre strade provinciali, numerate 186, 187 e 188, dirette rispettivamente a San Martino, Massalengo e Villanova.

### Tranvie
Dal 1881 al 1918 il centro abitato fu servito dalla tranvia Lodi-Sant'Angelo.